# Byrrhinus subtestaceous
Byrrhinus subtestaceous är en skalbaggsart som beskrevs av Maurice Pic 1923. Byrrhinus subtestaceous ingår i släktet Byrrhinus och familjen lerstrandbaggar. Inga underarter finns listade i Catalogue of Life.